# Męczeństwo świętego Maurycego
Męczeństwo świętego Maurycego (Męczeństwo Legii Tebańskiej) – obraz El Greca namalowany w latach 1580–1582.
Obraz został zamówiony przez króla Hiszpanii Filipa II do kaplicy w Escorialu. Polecenie władcy z 25 kwietnia 1580 nakazywało przeorowi, by dostarczył artyście farb na podmalówkę. Obraz był już wówczas zapewne rozpoczęty. W ciągu dwóch lat El Greco otrzymał za swoje dzieło 800 dukatów.
Święty Maurycy i żołnierze Legii Tebańskiej zostali ścięci za odmowę złożenia ofiary pogańskim bogom. Na pierwszym planie obrazu El Greco przedstawił rozmowę Maurycego i towarzyszy, w wyniku której podjęli decyzję o męczeństwie. Samo męczeństwo zostało odsunięte na dalszy plan. Na drugim planie Maurycy udziela pomocy traconym legionistom, a w głębi odmawia wykonania rozkazu wydanego przez wysłanników cesarza. W lewym górnym rogu artysta przedstawił grupę aniołów muzykujących i niosących symbole męczeństwa: palmy i wieńce. Scena ta równoważy kompozycyjnie dominującą w prawej dolnej części grupę św. Maurycego rozmawiającego z żołnierzami.
Przedstawienie postaci żołnierzy w lśniących rzymskich pancerzach, pod którymi artysta plastycznie zarysował ciała powoduje, że ten obraz El Greca bardziej niż inne jego dzieła ciąży ku manieryzmowi. Malarz chciał zapewne w ten sposób przypodobać się królowi Filipowi II. Dzieło jednak nie spodobało się władcy jako zbyt odległe od obowiązującego wówczas schematu obrazu ołtarzowego. Także gama jasnych i zimnych kolorów rozjaśnionych sinymi błyskami była bardzo odległa od kolorystyki Tycjana, ulubionego malarza króla. Filip II nakazał zawiesić w Escorialu mierny obraz na ten sam temat namalowany przez Romola Cincinnato, który kosztował 650 dukatów, czyli mniej niż płótno El Greca.

## Studium głowy św. Maurycego
Zanim El Greco przystąpił do stworzenia Męczeństwa, prawdopodobnie wykonał kilka prac przygotowawczych. Jedna z nich, Studium głowy św. Maurycego znajduje się w prywatnej kolekcji Sir Williama van Horne a wcześniej w kolekcji hiszpańskiego archeologa Antonia Vives Escudero.